# Apisa pallota
Apisa pallota är en fjärilsart som beskrevs av Carl Plötz 1880. Apisa pallota ingår i släktet Apisa och familjen björnspinnare. Inga underarter finns listade i Catalogue of Life.